# TFF2
TFF2 (англ. Trefoil factor 2) – білок, який кодується однойменним геном, розташованим у людей на короткому плечі 21-ї хромосоми. Довжина поліпептидного ланцюга білка становить 129 амінокислот, а молекулярна маса — 14 284.
| 10         |  | 20         |  | 30         |  | 40         |  | 50         |
| ---------- |  | ---------- |  | ---------- |  | ---------- |  | ---------- |
| MGRRDAQLLA |  | ALLVLGLCAL |  | AGSEKPSPCQ |  | CSRLSPHNRT |  | NCGFPGITSD |
| QCFDNGCCFD |  | SSVTGVPWCF |  | HPLPKQESDQ |  | CVMEVSDRRN |  | CGYPGISPEE |
| CASRKCCFSN |  | FIFEVPWCFF |  | PKSVEDCHY  |  |            |  |            |

A: Аланін

C: Цистеїн

D: Аспарагінова кислота

E: Глутамінова кислота

F: Фенілаланін

G: Гліцин

H: Гістидин

I: Ізолейцин

K: Лізин

L: Лейцин

M: Метіонін

N: Аспарагін

P: Пролін

Q: Глутамін

R: Аргінін

S: Серин

T: Треонін

V: Валін

W: Триптофан

Секретований назовні.